# Joseph Chabanceau de La Barre
Joseph Chabanceau de La Barre /ʒɔˈzɛf ʃabɑ̃ˈso dəlaˈbaʀ/ (Parigi, 1633 – 1678) è stato un organista e compositore francese.

## Biografia
Battezzato il 21 maggio 1633 a Parigi, era figlio di Pierre III Chabanceau de La Barre e di Anne Descouvemont, e probabilmente istruito musicalmente dal padre, come sua sorella Anne, celebre cantante. Aveva anche un fratello di nome Charles Henry, suonatore di spinetta, ma meno conosciuto. Tutti partecipavano ai concerti spirituali che il padre organizzava nella loro casa alla fine degli anni '40, dei quali Jacques de Gouy ci ha lasciato testimonianza. Nel periodo 1652-1655 Joseph accompagnò la sorella Anne Chabanceau de La Barre in un viaggio che li portò nei Paesi Bassi spagnoli, in Svezia, in Norvegia e in Danimarca. Dopo il ritorno a Parigi troviamo tracce di lui in alcuni ballets de cour dati alla fine degli anni '50.
Il 31 marzo 1656 Joseph fu nominato organista della Chapelle royale, succedendo al padre Pierre III. Il certificato che gli venne consegnato sottolinea «la sua capacità [...] nella composizione della musica», la sua «destrezza nel suonare l'organo» e «l'esperienza che ha acquisito in questo esercizio nei diversi paesi in cui i suoi viaggi e la sua curiosità l'hanno obbligato a rimanere per molti anni, anche in Svezia presso la regina Cristina che lo chiamò per le sue buone qualità». Il suo stipendio annuale ammontava a 1500 lt, ossia 600 lt come compenso e il resto per il cibo. A partire dal 1664 viene citato nei registri della Maison du roi consultati da Marcelle Benoit, con la stessa somma.
Segno probabile della sua eccellenza, nel 1674 ricevette dal re il beneficio dell'Abbazia di Saint-Hilaire, diocesi di Narbona, e da quel momento portò il titolo di abate de la Barre.
Dopo la sua morte la carica di organista della Cappella del re viene divisa in quattro quarti (trimestri) e assegnata a Jacques Thomelin, Jean Buterne, Guillaume-Gabriel Nivers e Nicolas Lebègue.

## Opere

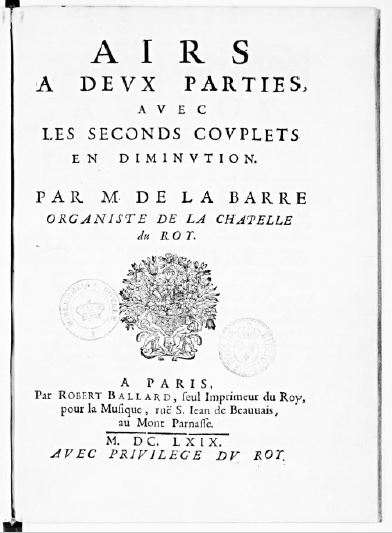
Titolo degli Airs à deux voix avec les diminutions, di Joseph Chabanceau de La Barre. (BnF Gallica).

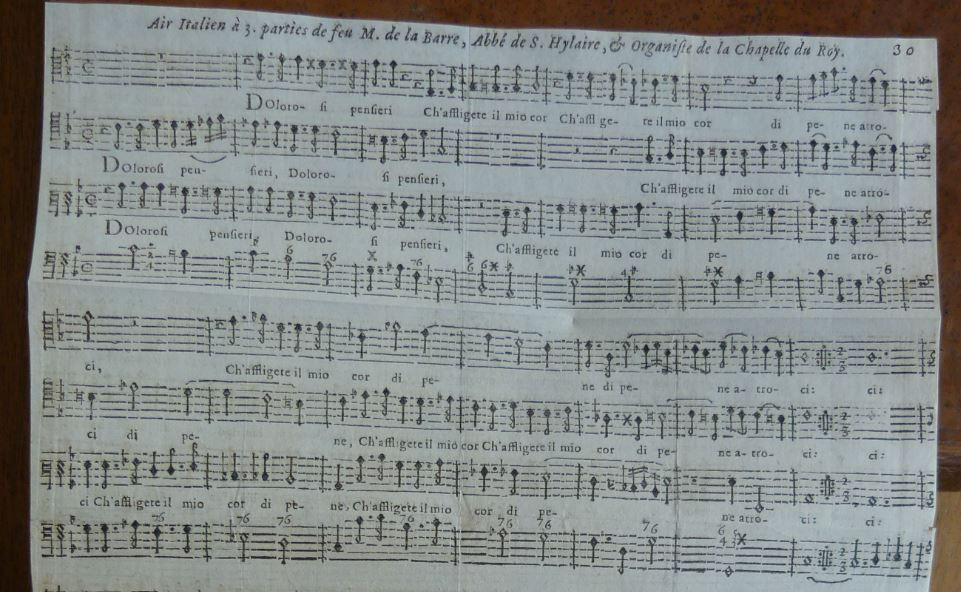
Air Dolorosi pensieri di Joseph Chabanceau de La Barre (Mercure galant, agosto 1678), Grenoble BM.

### Opere vocali
- Airs à deux parties avec les seconds couplets en diminution (Parigi, Robert III Ballard, 1669). Dedica a Luigi XIV. RISM L 3, Guillo 2003 nº 1669-F. Fatto raro nelle edizioni dell'epoca, la maggior parte delle 18 arie di questa raccolta sono seguite da dei double (ripresa elaborata e ornamentata).
- Dolorosi pensieri ch’affligete,  aria a 3 voci e basso continuo, apparsa nel Mercure galant (agosto 1678), p. 247–249. Il Mercure galant indica che quest'aria ha anche circolato attribuita a Luigi Rossi.
- Arie e ritornelli (nel VIII. livre d’airs de différents auteurs à 2 parties, Parigi, Robert III Ballard, 1665, RISM 16654, e negli Airs italiens, composez par les plus célèbres autheurs..., Parigi, Christophe Ballard, 1695, RISM 16955).
- Quattro arie italiane a 3-5 voci, perdute, sono citate nella Liste de plusieurs opéras italiens (Versailles BM: Ms. mus 138, f. 24-25).

### Opere strumentali
- Due allemande, due gighe e due correnti per calvicembalo, nel Manoscritto Bauyn (Paris BnF (Mus.): RES VM7 674-675, facsimile Ginevra, Minkoff, 1977. Alcuni di questi pezzi portano il nome di Joseph, altri no.
- Varie correnti, allemande, un preludio non misurato, una sarabanda e una giga provenienti da diversi manoscritti (Berkeley (CA), Univ. of California, Music Library: Manoscritto Parville, London BL: ms. copiato da Charles Babell, Chicago (IL) Newberry Library: Livre de Mlle de La Pierre). L'attribuzione a Joseph è talvolta ipotetica perché il nome «La Barre» non è sempre menzionato.

## Discografia
- Airs à deux parties Stephan Van Dyck, Stephen Stubbs, 1 CD, Ricercar Belgium, 1998.
- Airs de cour de Joseph Chabanceau de la Barre, Henri Ledroit, haute-contre, Matthias Spaeter, liuto e tiorba, 1 CD, Disques du Solstice, 1989